# ダルマプリ
ダルマプリ（தர்மபுரி；Dharmapuri）は、インド南部のタミル・ナードゥ州にある都市。ダルマプリ県の県庁所在地であり、同県ダルマプリ郡の中心都市である。

## 地理
北緯： 12° 19' 60 　／　東経： 78° 0' 0 
- 県外
  - チェンナイまで 307km
  - ティルッチラーッパッリまで 207km
  - マドゥライまで 289km
  - コーヤンブットゥールまで 225km
  - カンニヤークマリまで 531km

## 政治
ダルマプリでは、2001年の州議会議員選挙ではPMKのK・パーリ・モーハンが当選し、2006年の州議会議員選挙でも同党のL・ヴェールサーミが当選した。